# Alexhelios (satélite)
Alexhelios, oficialmente (216) Cleópatra I, é o satélite natural exterior e maior das duas luas do asteroide 216 Cleópatra que está localizado no cinturão principal de asteroides.

## Descoberta
Alexhelios aparece em gravações feitas de 19 de setembro de 2008 por Franck Marchis, Pascal Descamps, Jérôme Berthier e J. P. Emery no Observatório Keck II em Mauna Kea no Havaí como parte de um sistema triplo, no mesmo dia, pouco antes da descoberta de Cleoselene. A descoberta foi anunciada no dia 24 de setembro de 2008; a lua recebeu a designação provisória de S/2008 (216) 1.
O sistema foi após 87 Sylvia, 45 Eugenia e 3749 Balam o quarto sistema múltiplo de asteroide descoberto.

## Nome
Em 18 de fevereiro de 2011, as duas luas foram então oficialmente nomeadas, recebendo os nomes dos dois filhos de Cleópatra e Marco Antônio, Cleópatra Selene II e Alexandre Hélio. Na mitologia grega representam Selene a Lua e Hélio o Sol.

## Características físicas
Este corpo celeste tem um diâmetro médio de 8,9 km e orbita Cleópatra em órbita elíptica a uma distância média de cerca de 678 km do centro do asteroide. Alexhelios circula Cleópatra a cada 2 dias e 7,7 horas.